# Inkasso
Als Inkasso [ˌɪnˈkaso] (von italienisch incasso, „Eingang“, „Einziehung“; als Deverbativ von italienisch incassare „einkassieren“ oder „Geld einziehen“; Plural Inkassos, österreichisch Inkassi), wird die Einziehung von fälligen Geldforderungen im eigenen oder fremden Namen bezeichnet. Der Begriff entstammt dem Bankwesen.

## Allgemeines
Inkasso bedeutet banktechnisch, dass Wertpapiere (wie Konnossemente) oder Zahlungsmittel (wie Schecks oder Wechsel) durch Kreditinstitute vom Bankkunden übernommen werden und sodann dem Emittenten oder Schuldner zwecks Einlösung oder Gutschrift des Gegenwerts vorgelegt werden. Das Inkasso ist Bankgeschäft im Sinne des § 1 Abs. 1 Nr. 9 KWG, wo es als „bargeldloser Scheckeinzug“ (Scheckeinzugsgeschäft) und „Wechseleinzug“ (Wechseleinzugsgeschäft) umschrieben ist. Sowohl Scheck als auch Wechsel besitzen heute keine Bedeutung mehr, so dass als Inkassoaufgabe im Bankwesen lediglich das Dokumenteninkasso verbleibt.

## Arten

### „Einfaches“ Inkasso
Der Einzug von Zahlungspapieren wie Lastschriften, Schecks, Wechseln, Zins- und Dividendenscheinen sowie fälligen Schuldverschreibungen ist das Inkassogeschäft von Kreditinstituten.
Bei der Nachnahme liegt ebenfalls ein Inkasso zugrunde. Nach § 422 HGB ist im Frachtgeschäft anzunehmen, dass der Rechnungsbetrag in bar oder in Form eines gleichwertigen Zahlungsmittels einzuziehen ist, wenn die Vertragsparteien vereinbart haben, dass das Frachtgut nur gegen Einziehung einer Nachnahme an den Empfänger abgeliefert werden darf. Dabei tritt der Frachtführer als Inkassostelle auf.
Die rechtlichen Grundlagen ergeben sich regelmäßig aus den gesetzlichen Vorgaben für den Geschäftsbesorgungsvertrag (Inkassoauftrag) aus den §§ 675 ff. BGB und für die Einbeziehung von AGB aus den §§ 305 ff. BGB.

### Dokumenteninkasso
Beim Dokumenteninkasso handelt es sich um den Zahlungseinzug von Kreditinstituten auf Grundlage von Handelspapieren oder einer Kombination von Handels- und Zahlungspapieren.

### Inkassodienstleistung
Deutschland
Wird die Einziehung fremder Forderungen als eigenständiges Geschäft betrieben, liegt eine erlaubnispflichtige Rechtsdienstleistung vor (§ 10 Abs. 1 Satz 1 Nr. 1 i. V. m. § 2 Abs. 2 Satz 1 RDG). Ausgenommen davon sind Nebenleistungen, die im Zusammenhang mit einer anderen Tätigkeit stehen (§ 5 Abs. 1 RDG).
Beim Einzug im eigenen Namen handelt es sich nur dann um ein Inkasso, wenn nach der Zession der Forderungserwerber (Zessionar) den Erlös an den Alt-Gläubiger (Zedent) abführt. Es liegt dann entweder eine Inkassozession auf Grundlage eines Geschäftsbesorgungsvertrages mit Dienstleistungscharakter vor (§ 675, § 611 ff. BGB) oder wenn im Rahmen der Finanzierung durch unechtes Factoring der Forderungserwerber (Factor) nicht das volle wirtschaftliche Risiko der Beitreibung der Forderung des Alt-Gläubigers (Kunde) übernimmt. Die Inkassozession ist eine Abtretung lediglich zu dem Zweck, den neuen Gläubiger (Zessionar) zur Einziehung der Forderung zu legitimieren. Gegenüber dem Schuldner hat der Zessionar die vollen Rechte des Gläubigers, gegenüber dem alten Gläubiger (Zedent) ist er bloß Auftragnehmer, der zur Herausgabe des Erlöses an den Zedenten verpflichtet ist; es gilt Auftragsrecht.
Eine weitere Form ist die Inkassovollmacht, die den Bevollmächtigten lediglich ermächtigt, Forderungen für den vollmachtgebenden Gläubiger vom Schuldner im eigenen Namen einzuziehen (§ 2 Abs. 2 Alt. 1 RDG). 
In Deutschland müssen Inkassounternehmen im Rechtsdienstleistungsregister (RDG) eingetragen sein. Derzeit sind im RDG 2.105 Inkassounternehmen eingetragen, von denen 2.056 ihren Hauptsitz in Deutschland haben.
Österreich
Schweiz